# 1830年憲章

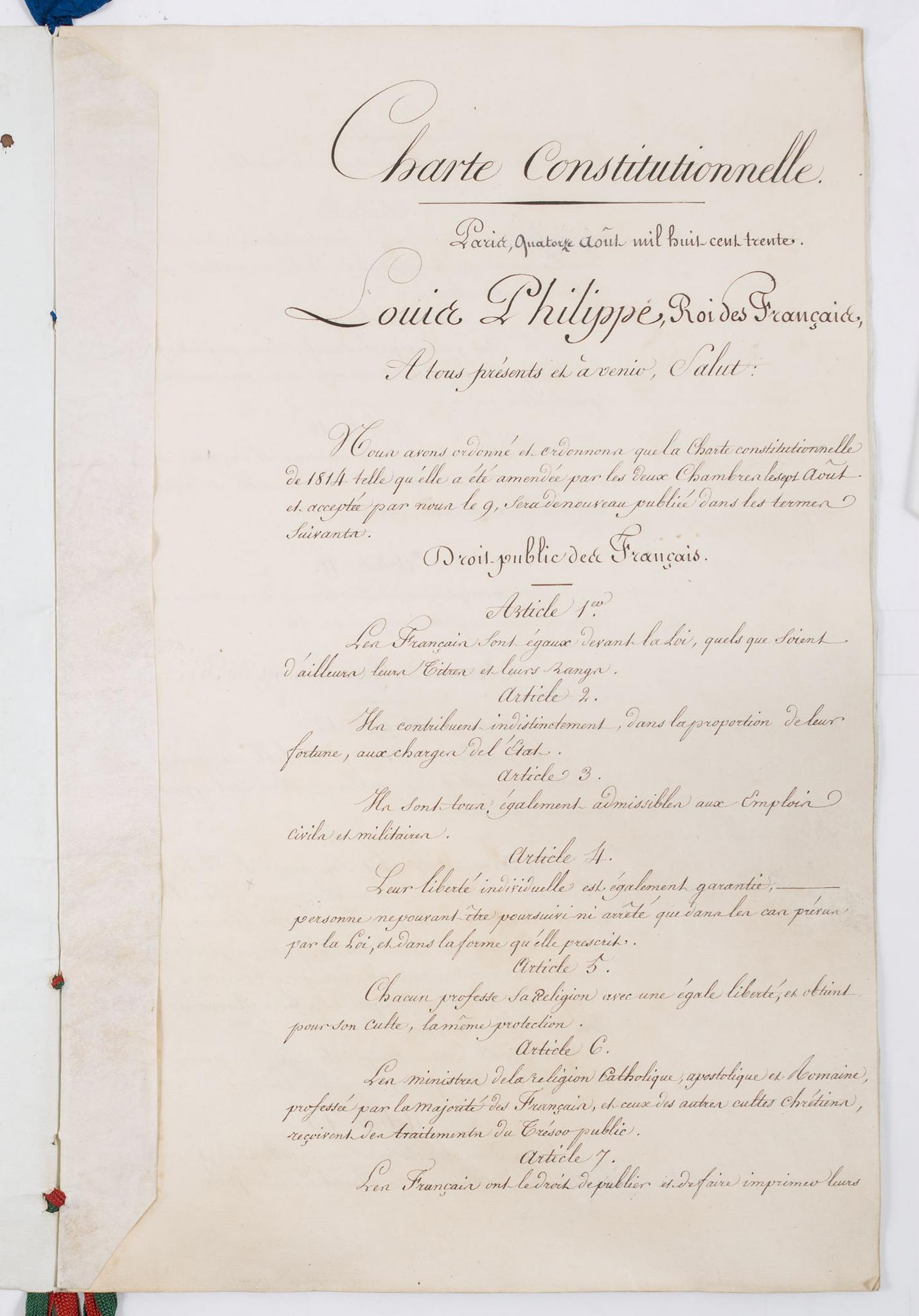
1830年憲章

1830年憲章（フランス語: Charte constitutionnelle de 1830）は、七月王政を樹立した憲法である。1830年8月14日公布。立憲王党派と共和派との間の妥協の産物ということができる。

## 歴史
1830年7月27日から29日にかけての3日間（いわゆる「栄光の三日間（les trois glorieuses）」）、選挙権を剥奪されたことに憤慨した商工業者市民らが蜂起し、シャルル10世は退位に追い込まれた（七月革命）。シャルル10世は幼い孫のボルドー公爵アンリ（1820年–1883年）に譲位したが、実際にアンリが王位を継承することはなかった。ブルボン家の嫡流は廃され、支流のオルレアン家のルイ・フィリップが擁立された。
8月7日、1814年憲章が改正され、アンシャン・レジームを引き合いに出す前文は削除された。代議院の採決では219対33で可決された。新憲章は君民協約憲法であって欽定憲法ではないとされた。1830年8月9日、ルイ・フィリップ・ドルレアンは憲章の受諾を宣誓し、「フランスの王（roi de France）」ならぬ「フランス人の王（roi des Français）」に即位した。七月王政は第二共和政が樹立される1848年2月24日まで続いた。

## 憲法の規定

1831年から1848年までのフランスの国章。1830年憲章が描かれている

1830年憲章は国王の独立命令権を廃止し、以後勅令は法律に適合しなければならないものとされた。世襲貴族議員は法律で廃止されたが、貴族院自体は存続した。納税額による制限選挙制度を定める選挙法が改正されて人頭税要件が引き下げられ、代議院議員の選挙権は納税額200フラン以上の満25歳以上の男子に、被選挙権は納税額500フラン以上の満30歳以上の男子に与えられた。高額納税者の二重投票法は廃止され、選挙人数は倍増したが、選挙人層の規模や特徴に目立った差はなかった。すなわち、選挙人は約17万人（1846年までに約24万人に増加）で、約170人に1人のフランス市民しか選挙に参加できなかったのである。
カトリックはもはや国教ではなく「フランス人の多数によって告白された（professée par la majorité des Français）」宗教にすぎないものとされ、検閲が廃止され、フランス三色旗が復活した。